# Kita-ku (Sakai)
Kita (北区 Kita-ku?) es un barrio de la ciudad de Sakai, en la prefectura de Osaka, Japón. En julio de 2019 tenía una población estimada de 159.420 habitantes y una densidad de población de 10.219 personas por km². Su área total es de 15,60 km².

## Demografía
Según datos del censo japonés, la población de Kita ha aumentado en los últimos años.
| Año del censo | Población |
| ------------- | --------- |
| 2005          | 150.885   |
| 2010          | 156.561   |
| 2015          | 158.845   |